# جلة (مقاطعة دورود)
جلة (بالفارسية: جله) هي قرية تقع في قسم دورود الريفي (مقاطعة دورود) في إيران. يقدر عدد سكانها بـ 38 نسمة بحسب إحصاء 2016.